# Selección de sóftbol de Japón
La Selección de sóftbol de Japón es la selección oficial que representa a Japón en eventos internacionales de sóftbol masculino.
Aunque no ha obtenido el título mundial (la oportunidad más cercana fue en el mundial de East London 2000 al ceder en la final ante Nueva Zelanda), es el claro dominante del continente asiático, con siete títulos en diez campeonatos.

## Participaciones

### Campeonato Mundial de Sóftbol
| 1966 | Ciudad de México       | 7.º            | 3              | 7              |
| 1968 | Oklahoma               | 10.º           | Sin datos      | Sin datos      |
| 1972 | Marikina               | 6.º            | 5              | 4              |
| 1976 | Lower Hutt             | 4.º            | Sin datos      | Sin datos      |
| 1980 | Tacoma                 | 7.º            | Sin datos      | Sin datos      |
| 1984 | Midland                | FG             | Sin datos      | Sin datos      |
| 1988 | Saskatoon              | 5.º            | Sin datos      | Sin datos      |
| 1992 | Manila y Pasig         | 4.º            | 7              | 2              |
| 1996 | Midland                | 3.º            | 5              | 3              |
| 2000 | East London            | 2.º            | 8              | 2              |
| 2004 | Christchurch           | 5.º            | 5              | 3              |
| 2009 | Saskatoon              | 6.º            | 5              | 4              |
| 2013 | Auckland               | 6.º            | 6              | 3              |
| 2015 | Saskatoon              | 6.º            | 5              | 4              |
| 2017 | Whitehorse             | Disputándose   | Disputándose   | Disputándose   |
| 2019 | Praga y Havlickuv Brod | Por disputarse | Por disputarse | Por disputarse |

### Campeonato Asiático de Sóftbol
| 1968 | I    | Manila     | Sin información oficial |
| 1974 | II   | Manila     | Subcampeón              |
| 1985 | III  | Japón      | Campeón                 |
| 1990 | IV   | Manila     | 3.º lugar               |
| 1994 | V    | Manila     | Campeón                 |
| 1998 | VI   | Manila     | Campeón                 |
| 2003 | VII  | Manila     | Campeón                 |
| 2006 | VIII | Kitakyushu | Campeón                 |
| 2012 | IX   | Niimi      | Campeón                 |
| 2014 | X    | Singapur   | Campeón                 |

Fuente: asiasoftball.com

### Juegos Asiáticos
El sóftbol comenzó a disputarse en la XI edición de los Juegos Asiáticos, realizados en el año 1990; pero hasta el momento solo se ha disputado en la rama femenina.